# Vincent Lecrubier
Vincent Lecrubier, né le 20 septembre 1986 à Rennes est un kayakiste Français licencié au club de Saint Grégoire. Il s'entraîne au pôle fédéral  de Toulouse, où il est doctorant après avoir été étudiant dans la formation SUPAERO de l'ISAE. Il est membre de l'équipe de France de canoë kayak de course en ligne depuis 2003.

## Biographie
Lors du championnat d'Europe de canoë-kayak à Milan le 18 mai 2008, Vincent Lecrubier, associé à Sébastien Jouve en kayak biplace 500m, obtient un quota de participation aux Jeux olympiques de 2008 à Pékin.
Vincent Lecrubier a été employé par le Ministère de la Défense en tant que personnel civil de Novembre 2010 à Novembre 2012,. Il a suivi des études d'ingénieur à l'ISAE-SUPAERO et est titulaire d'un doctorat en informatique et mathématiques de l'Université Paul Sabatier qu'il a préparé à l'Office national d'études et de recherches aérospatiales.
Il cofonde en 2016 la start-up Sterblue, ayant pour objectif d'automatiser l'inspection de l'état d'éoliennes, de lignes à haute tension et de grandes infrastructures à l'aide de drones.
Il parraine la promotion 2019 du cursus ingénieur de l'ISAE-SUPAERO. Il est aussi parrain du programme d'ouverture sociale étudiante de l'ISAE-SUPAERO.

## Palmarès

### Jeux olympiques d'été
- Jeux olympiques d'été de 2008 à Pékin,  Chine
  - 7e en K2 500m (finaliste)

### Championnats du monde de canoë-kayak course en ligne
- Championnats du monde de course en ligne (canoë-kayak) 2010 à Poznań,  Pologne
  - 6e en K2 1000m
- Championnats du monde de canoë-kayak course en ligne 2009 à Dartmouth,  Canada
  -  Médaille d'argent en K4 1000m
- Championnats du monde de canoë-kayak course en ligne 2007 à Duisbourg,  Allemagne
  - 19e en K1 1000m
- Championnats du monde de canoë-kayak course en ligne 2006 à Szeged,  Hongrie
  - 10e en K4 200m
- Championnats du monde de canoë-kayak course en ligne 2005 à Zagreb,  Croatie
  - 9e en K4 500m
- Championnats du monde Junior 2003 à Komatsu,  Japon
  -  Médaille de bronze en K2 1000m

### Championnats d'Europe de canoë-kayak course en ligne
- Championnats d'Europe 2012 à Zagreb,  Croatie
  - 7e en K1 500m
- Championnats d'Europe 2008 à Milan  Italie
  - 4e en K2 500m
- Championnats d'Europe Junior 2004 à Poznań  Pologne
  -  Médaille d'Argent en K1 1000m
  -  Médaille d'Argent en K2 500m

### Coupe du monde de canoë-kayak course en ligne
- Coupe du monde de canoë-kayak course en ligne 2013 à Račice,  République tchèque
  -  Médaille de bronze en K4 1000m
- Coupe du monde de canoë-kayak course en ligne 2011 à Poznań,  Pologne
  -  Médaille d'Argent en K2 500m
- Coupe du monde de canoë-kayak course en ligne 2011 à Račice,  République tchèque
  -  Médaille d'Argent en K2 500m
- Coupe du monde de canoë-kayak course en ligne 2010 à Vichy,  France
  -  Médaille d'Argent en K2 1000m
- Coupe du monde de canoë-kayak course en ligne 2009 à Poznań,  Pologne
  -  Médaille d'Argent en K4 1000m
- Coupe du monde de canoë-kayak course en ligne 2009 à Račice,  République tchèque
  -  Médaille d'Or en K4 1000m
- Coupe du monde de canoë-kayak course en ligne 2008 à Poznań,  Pologne
  -  Médaille d'Or en K2 1000m
- Coupe du monde de canoë-kayak course en ligne 2008 à Poznań,  Pologne
  -  Médaille d'Argent en K2 500m
- Coupe du monde de canoë-kayak course en ligne 2005 à Poznań,  Pologne
  -  Médaille d'Argent en K4 1000m